# Rally Cataluña de 1982
El Rally Cataluña de 1982, oficialmente 18º Rallye Catalunya-13º Rally de las Cavas, fue la edición decimoctava y fue puntuable para la temporada 1982 del Campeonato de España de Rally y del Campeonato de Europa de Rally. Se celebró entre del 27 al 28 de noviembre de ese año.

## Clasificación final
| Pos.    | Piloto            | Copiloto           | Automóvil            | Tiempo  | Diferencia |
| General | General           | General            | General              | General | General    |
| ------- | ----------------- | ------------------ | -------------------- | ------- | ---------- |
| 1.      | Antonio Zanini    | Víctor Sabater     | Talbot Sunbeam Lotus | 5:53:26 | 0.0        |
| 2.      | Genito Ortiz      | Guillermo Barreras | Renault 5 Turbo      | 5:58:47 | +5:21      |
| 3.      | Jaume Pons        | Francesc Grané     | Renault 5 Turbo      | 6:13:24 | +19:58     |
| 4.      | Ricardo Muñoz     | Manuel Mínguez     | Citroën Visa Trophée | 6:37:51 | +44:25     |
| 5.      | Salvador Servià   | Jordi Sabater      | Ford Fiesta XR2      | 6:40:33 | +47:07     |
| 6.      | Josep Frigola     | Carles Bou         | Renault 5 Alpine     | 6:52:54 | +59:28     |
| 7.      | Juan Franquesa    | A. Alonso          | Opel Ascona          | 6:54:31 | +1:01:05   |
| 8.      | José Masdeu       | Guerrero           | Ford Fiesta XR2      | 6:59:54 | +1:06:28   |
| 9.      | Jean-Michel Guyot | Jacques Raspaud    | Renault 5 Turbo      | 7:11:25 | +1:17:59   |
| 10.     | Barfull           | Bargalló           | Seat 124 / 1800      | 7:17:34 | +1:24:08   |

| Predecesor: Rally di San Marino 1982 | ERC 1982 | Sucesor: Rally d'Aosta 1982 |